# أبو الخطار الكلبي
أبو الخطار الحسام بن ضرار بن سلامان الكلبي والي الأندلس في عهد الدولة الأموية، خلفًا لثعلبة بن سلامة العاملي.
بعد أن خلع جند الشام عبد الملك بن قطن والي الأندلس وقتلوه، وولوا مكانه قائدهم بلج بن بشر القشيري. أثار ذلك أمية وقطن ابنا عبد الملك بن قطن، فجمعا عرب الأندلس، وقاتلا جند الشام قرب سرقسطة في معركة أقوة برطورة، التي انتهت بانتصار جند الشام ووفاة قائدهم بلج متأثرًا بجراحه. اختار جند الشام ثعلبة بن سلامة العاملي قائد جند الأردن خليفة لبلج، فكان أول أعماله أن هاجم ماردة معقل المتمردين العرب والبربر، وأوقع بهم هزيمة ساحقة، وسبى منهم عشرة آلاف معظمهم من النساء والأطفال ومنهم ألفًا من كبرائهم. ثم عمد إلى إهانتهم ببيعهم عبيدًا في الأسواق، وباع كبرائهم بالمناقصة حتى بيع أحدهم بكلب وآخر بولد ماعز.
استنجد الأندلسيون بحنظلة بن صفوان الكلبي والي إفريقية الجديد، فأرسل لهم أبي الخطار الكلبي واليًا على الأندلس، فامتثل له جند الشام وسط معارضة قليلة. ثم أخرج أبو الخطار ثعلبة بن سلامة إلى إفريقية في سفينة، ومعه عدد من رؤوس جند الشام، فلحقوا بالوالي حنظلة بن صفوان الكلبي. ثم عمد إلى توزيع من بقي من جند الشام على كور الأندلس، فأسكن جند قنسرين جيان، وجند مصر باجة وأكشونبة وبعض نواحي تدمير، وجند فلسطين شذونة والجزيرة، وجند حمص إشبيلية ولبلة، وجند الأردن رية وجند دمشق إلبيرة.
ظل أبو الخطار واليًا على الأندلس نحو العامين، شهدت تحيزه للعرب اليمانية على حساب العرب المضرية، مما هيّج النزاعات القبلية في الأندلس. ثم زاد الأمر تأزمًا بعد أن أهان الصميل بن حاتم زعيم القبائل القيسية المضرية في الأندلس. كان الصميل داهية من دواهي العرب، فهداه تفكيره إلى التحالف مع اللخميين والجذاميين اليمنيين لخلع أبي الخطار وتولية أحدهم مكانه، فتكون للوالي الجديد السيادة الإسمية، ويكون له الأمر فعليًا. فوافقوه إلى ذلك وخلعوا أبي الخطار، وولوا مكانه ثوابة بن سلامة الجذامي واليًا على الأندلس، وسجن ثوابة أبي الخطار.
لم تمض سوى نحو السنة على ولاية ثوابة حتى توفي، وظل أهل الأندلس في خلاف لأربعة أشهر على من يلي الأمر حتى استقر الأمر لولاية يوسف بن عبد الرحمن الفهري حليف الصميل بن حاتم. عارض يحيى بن حُريث الجذامي تولي يوسف الفهري للأندلس، فهاجم سجن أبي الخطار وحرّره. ثم جمع أبو الخطار وابن حريث عرب اليمن، وجمع الفهري والصميل العدنانية، واقتتلا عام 130 هـ في شقندة، فانهزمت اليمانية، وقُتل أبو الخطار وابن حريث.

## نماذج من أشعاره
يقول: